# Srbijanska nogometna reprezentacija
Srbijanska nogometna reprezentacija predstavlja Srbiju u međunarodnim nogometnim natjecanjima i pod vodstvom je Srbijanskog nogometnog saveza, (srp.): Fudbalski savez Srbije (FSS).

## Uspjesi
Srbija je, kao dio Jugoslavije (1918. – 1941., 1943. – 1991., osvojila 9 medalja s Hrvatskom, Slovenijom, Bosnom i Hercegovinom, Crnom Gorom, Kosovom i Sjevernom Makedonijom, no smatra se njezinom službenom nasljednicom.
Za povijest do osamostaljivanja Srbije pogledajte članke o jugoslavenskoj i nogometnoj reprezentaciji SRJ/SCG. Prvi ciklus kvalifikacija, za EP 2008., Srbija je neuspješno odradila. Kao prva u svojoj kvalifikacijskoj skupini izborila je svoj prvi nastup na SP (2010.), na kojem je ispala kao posljednja u skupini s jednom pobjedom i dva poraza. Porazi su upisani od Gane (0:1) te od Australije (1:2), a pobijeđena je jedino Njemačka (1:0). Prvi pogodak za Srbiju na SP postigao je Milan Jovanović protiv Njemačke.
Najviši Elo ranking, Srbija je imala poslije pobjede nad Njemačkom (1:0) u grupnoj fazi SP-a 2010. u Južnoj Africi. Srbija je tada bila 14. reprezentacija svijeta.

## Izbornici (SR Jugoslavije, Srbije i Crne Gore, Srbije)
| Godina            | Ime                                             |
| ----------------- | ----------------------------------------------- |
| 1994. – 1998.     | Slobodan Santrač                                |
| 1998. – 1999.     | Milan Živadinović                               |
| 1999. – 2000.     | Vujadin Boškov                                  |
| 2000. – 2001.     | Ilija Petković                                  |
| 2001.             | Milovan Đorić                                   |
| 2001. 3 izbornika | Dejan Savićević, Vujadin Boškov i Ivan Ćurković |
| 2001. – 2003.     | Dejan Savićević                                 |
| 2003. – 2006.     | Ilija Petković                                  |
| 2006. – 2007.     | Javier Clemente                                 |
| 2007. – 2008.     | Miroslav Đukić                                  |
| 2008. – 2010.     | Radomir Antić                                   |
| 2010. – 2012.     | Vladimir Petrović Pižon                         |
| 2012. – 2013.     | Siniša Mihajlović                               |
| 2014.             | Ljubinko Drulović                               |
| 2014.             | Dick Advocaat                                   |
| 2014. – 2016.     | Radovan Ćurčić                                  |
| 2016. – 2017.     | Slavoljub Muslin                                |
| 2017. – 2019.     | Mladen Krstajić                                 |
| 2019. – 2020.     | Ljubiša Tumbaković                              |
| 2021.             | Ilija Stolica                                   |
| 2021. – danas     | Dragan Stojković                                |

## Sastav
Srbijanski izbornik objavio je konačni popis igrača za Svjetsko prvenstvo 2022. 11. studenog 2022.
Nastupi i golovi zadnji put su ažurirani 17. studenoga 2022. nakon utakmice protiv Bahraina.
| 0#0 | Poz. | Igrač                   | Datum rođenja (dob)           | Nastupi | Golovi | Klub              |
| --- | ---- | ----------------------- | ----------------------------- | ------- | ------ | ----------------- |
| 1   | G    | Marko Dmitrović         | 24. siječnja 1992. (dob: 30)  | 19      | 0      | Sevilla           |
| 2   | B    | Strahinja Pavlović      | 24. svibnja 2001. (dob: 21)   | 22      | 1      | Red Bull Salzburg |
| 3   | B    | Strahinja Eraković      | 22. siječnja 2001. (dob: 21)  | 2       | 0      | Crvena zvezda     |
| 4   | B    | Nikola Milenković       | 12. listopada 1997. (dob: 25) | 39      | 3      | Fiorentina        |
| 5   | B    | Miloš Veljković         | 26. rujna 1995. (dob: 27)     | 21      | 0      | Werder Bremen     |
| 6   | V    | Nemanja Maksimović      | 26. siječnja 1995. (dob: 27)  | 40      | 0      | Getafe            |
| 1   | G    | Marko Dmitrović         | 24. siječnja 1992. (dob: 30)  | 19      | 0      | Sevilla           |
| 2   | B    | Strahinja Pavlović      | 24. svibnja 2001. (dob: 21)   | 22      | 1      | Red Bull Salzburg |
| 3   | B    | Strahinja Eraković      | 22. siječnja 2001. (dob: 21)  | 2       | 0      | Crvena zvezda     |
| 4   | B    | Nikola Milenković       | 12. listopada 1997. (dob: 25) | 39      | 3      | Fiorentina        |
| 5   | B    | Miloš Veljković         | 26. rujna 1995. (dob: 27)     | 21      | 0      | Werder Bremen     |
| 6   | V    | Nemanja Maksimović      | 26. siječnja 1995. (dob: 27)  | 40      | 0      | Getafe            |
| 7   | N    | Nemanja Radonjić        | 15. veljače 1996. (dob: 26)   | 36      | 5      | Torino            |
| 8   | V    | Nemanja Gudelj          | 16. studenoga 1991. (dob: 31) | 49      | 1      | Sevilla           |
| 9   | N    | Aleksandar Mitrović     | 16. rujna 1994. (dob: 28)     | 76      | 50     | Fulham            |
| 10  | N    | Dušan Tadić (kapetan)   | 20. studenoga 1988. (dob: 34) | 91      | 20     | Ajax              |
| 11  | N    | Luka Jović              | 23. prosinca 1997. (dob: 24)  | 29      | 10     | Fiorentina        |
| 12  | G    | Predrag Rajković        | 31. listopada 1995. (dob: 27) | 28      | 0      | Mallorca          |
| 13  | B    | Stefan Mitrović         | 22. svibnja 1990. (dob: 32)   | 35      | 0      | Getafe            |
| 14  | V    | Andrija Živković        | 11. srpnja 1996. (dob: 26)    | 29      | 1      | PAOK              |
| 15  | B    | Srđan Babić             | 22. travnja 1996. (dob: 26)   | 2       | 0      | Almería           |
| 16  | V    | Saša Lukić              | 13. kolovoza 1996. (dob: 26)  | 32      | 2      | Torino            |
| 17  | V    | Filip Kostić            | 1. studenoga 1992. (dob: 30)  | 50      | 3      | Juventus          |
| 18  | N    | Dušan Vlahović          | 28. siječnja 2000. (dob: 22)  | 17      | 9      | Juventus          |
| 19  | V    | Uroš Račić              | 17. ožujka 1998. (dob: 24)    | 9       | 0      | Braga             |
| 20  | V    | Sergej Milinković-Savić | 27. veljače 1995. (dob: 27)   | 36      | 6      | Lazio             |
| 21  | N    | Filip Đuričić           | 30. siječnja 1992. (dob: 30)  | 37      | 5      | Sampdoria         |
| 22  | V    | Darko Lazović           | 15. rujna 1990. (dob: 32)     | 26      | 1      | Hellas Verona     |
| 23  | G    | Vanja Milinković-Savić  | 20. veljače 1997. (dob: 25)   | 7       | 0      | Torino            |
| 24  | V    | Ivan Ilić               | 17. ožujka 2001. (dob: 21)    | 6       | 0      | Hellas Verona     |
| 25  | B    | Filip Mladenović        | 15. kolovoza 1991. (dob: 31)  | 20      | 1      | Legia Varšava     |
| 26  | V    | Marko Grujić            | 13. travnja 1996. (dob: 26)   | 18      | 0      | Porto             |

## Vanjske poveznice
Službene
- Službena web stranica FSS  Arhivirana inačica izvorne stranice od 18. prosinca 2008. (Wayback Machine) (srp.)
- Službena web stranica reprezentacije Jugoslavije, SCG i Srbije {reprezentacija.rs} (srp.)
- UEFA (engl.)
- FIFA  Arhivirana inačica izvorne stranice od 28. studenoga 2011. (Wayback Machine) (engl.)